# Cimetidin
A cimetidin (INN: cimetidine) a gyomorsav(en) és pepszin termelődését csökkentő gyógyszer. Gyomor- és nyombélfekély esetén adják, valamint a gyomorsósav nyelőcsőbe történő visszafolyása által okozott tünetek kezelésére.
A VIII. Magyar Gyógyszerkönyvben Cimetidinum    néven hivatalos.  

## Hatásmód
Gátolja a hisztamin H2 receptorokat(en) a gyomorban. A H1(en) és egyéb receptorokra csekély hatással van.

## Javallatok
Endoszkóposan vagy röntgenfelvétellel igazolt jóindulatú, peptikus gyomor-, nyombél- és/vagy éhbél fekélybetegség, reflux oesophagitis (gyomorsav-visszafolyás okozta nyelőcsőgyulladás), erosiv gastritis (kimaródás okozta gyomorhurut), Zollinger-Ellison szindróma(en).
Szteroid és nem szteroid gyulladáscsökkentők mellékhatásaként kialakult kimaródások kiegészítő terápiája.

## Mellékhatások, ellenjavallatok
Súlyos máj-, keringési és vesebetegségben csak csökkentett dózisban adható.
Ha a beteg vérhígítót szed, annak adagját újra be kell állítani, mert a cimetidin gátolja a citokróm P450 enzimek aktivitását, ezáltal lassítja a vérhígítók (és más szerek) lebontását.
A cimetidin átjut az anyatejbe, ezért a kezelés idejére a szoptatást fel kell függeszteni.
Mellékhatások ritkán fordulnak elő.
- enyhe hasmenés
- fejfájás, szédülés, zavartság, melyek a kezelés után 3–4 nappal megszűnnek
- a cimetidin adagjától függő transzamináz(en) enzimszint emelkedés
- ritkán szívritmuszavar, vérnyomáscsökkenés, többnyire már fennálló rendellenesség esetén
- enyhe bőrkiütés (nagyon ritkán súlyos bőrreakciók).

## Fizikai/kémiai tulajdonságok
Fehér vagy csaknem fehér por. Vízben kevéssé, 96%-os etanolban és híg ásványi savakban oldódik. Diklór-metánban gyakorlatilag oldhatatlan.

## Készítmények
A nemzetközi gyógyszerkereskedelemben számos készítmény hatóanyaga önállóan, hidrokloridsó formájában, alginsavval, illetve nátrium-bikarbonáttal kombinációban.
Magyarországon már nincs forgalomban.